# Ishikawa (Okinawa)
Ishikawa (石川市 Ishikawa-shi?) era una  ciudad ubicada en Prefectura de Okinawa, Japón. La ciudad fue fundada el 26 de septiembre de 1945. Debe su nombre al cercano Monte Ishikawa y al Río Ishikawa.

Bandera de la ciudad de Ishikawa.

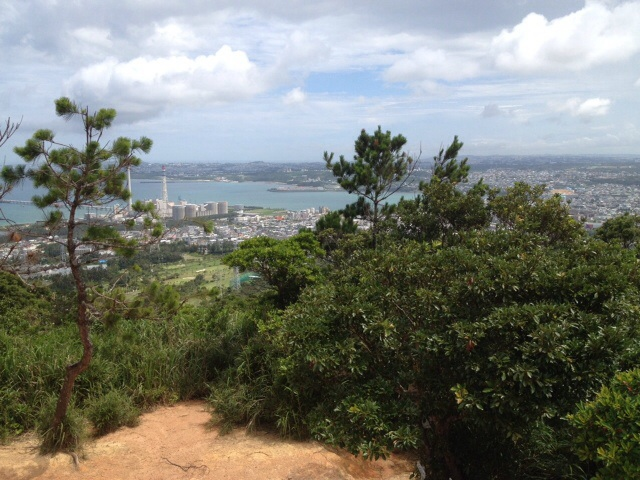
Ciudad de Ishikawa vista desde la montaña Ishikawa.

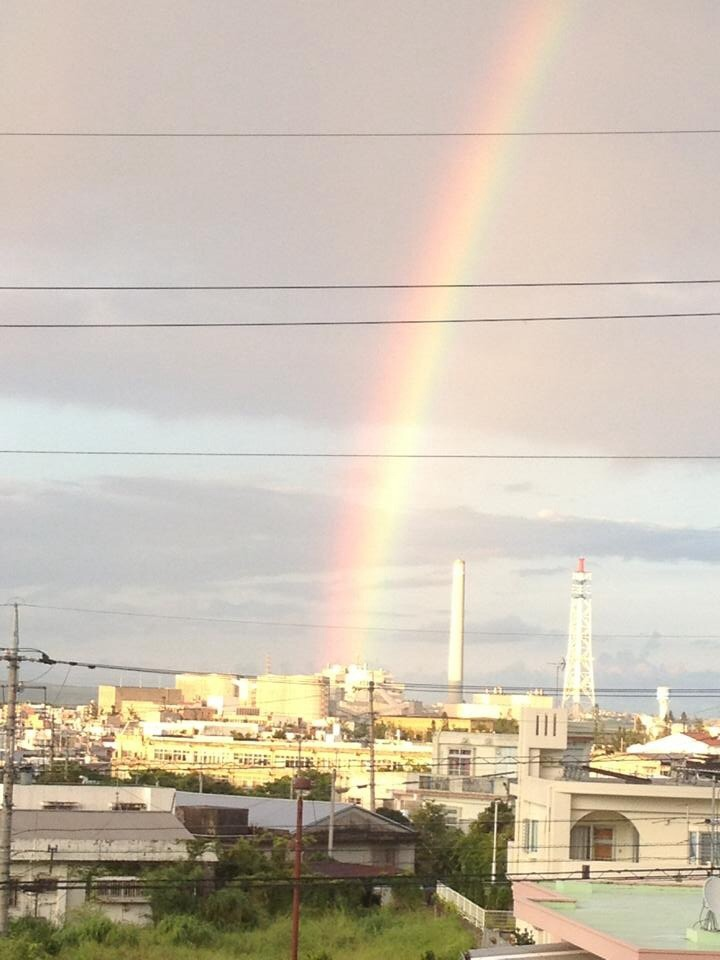
Una vista de la ciudad de Ishikawa desde la parte inferior del castillo de Iha.

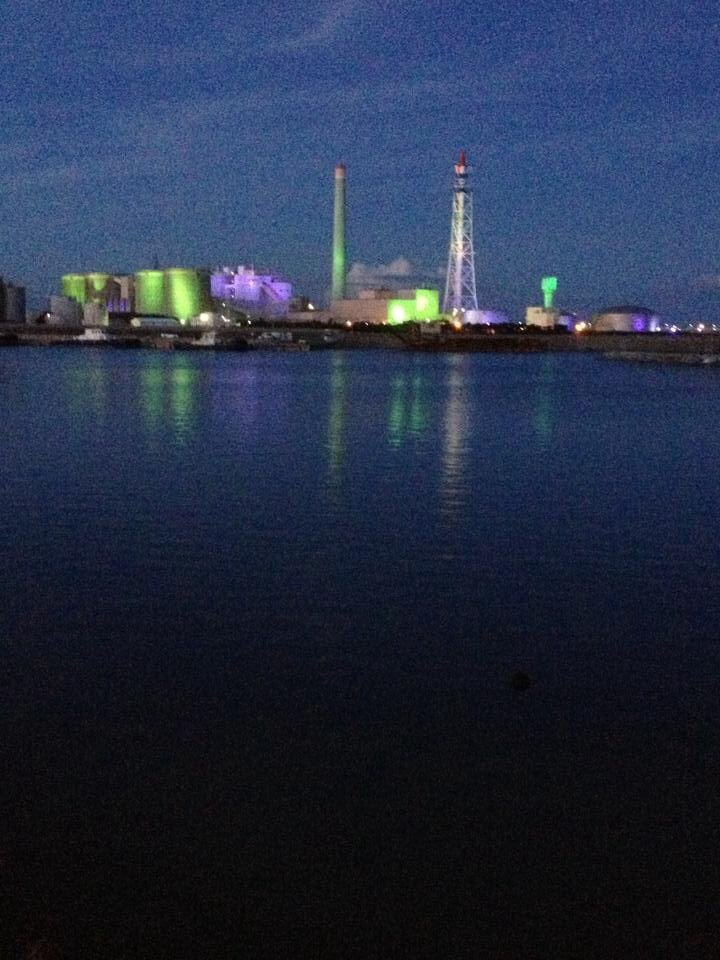
Central eléctrica de Ishikawa vista desde la playa de Ishikawa.

A partir del año 2003, la ciudad tenía una población estimada de 22,126 y una densidad poblacional de 1,052.12 personas por km². El área total era de 21.03 km².
El 1 de abril de 2005, Ishikawa, junto con la ciudad de  Gushikawa y las ciudades de  Katsuren y  Yonashiro (ambas del  Distrito de Nakagami, se fusionaron para crear la ciudad de  Uruma.